# Římskokatolická farnost Boršov nad Vltavou
Římskokatolická farnost Boršov nad Vltavou je územním společenstvím římských katolíků v rámci vikariátu České Budějovice - venkov českobudějovické diecéze.

## O farnosti

### Historie
Boršov patřil od roku 1290 do majetku vyšebrodských cisterciáků, kteří zde také založili plebánii a velice dlouho zde také obstarávali duchovní správu (ve druhé půli 19. století zde působil například pozdější vyšebrodský převor Michael Rafael Pavel, O.Cist.). Posledním cisterciákem, spravujícím místní farnost, byl P. Daniel Waschenpelz, O.Cist., který zemřel v roce 1955. Poté zdejší duchovní správu začal zajišťovat klérus českobudějovické diecéze.

### Současnost
Farnost nemá sídelního duchovního správce a je administrována ex currendo z farnosti při kostele sv. Jana Nepomuckého v Českých Budějovicích (vikariát České Budějovice - město).
| Fotografie | Kostel                         | Místo              | Bohoslužba                 | Bohoslužba             | Poznámka     |
| ---------- | ------------------------------ | ------------------ | -------------------------- | ---------------------- | ------------ |
|            | Kostel sv. Jakuba Staršího     | Boršov nad Vltavou | neděle úterý               | 8.00 17.00             | farní kostel |
|            | Kaple sv. Josefa               | Homole             | neslouží se pravidelně     | neslouží se pravidelně | obecní kaple |
|            | Kaple Nejsvětějšího Srdce Páně | Nové Homole        | neslouží se pravidelně     | neslouží se pravidelně | obecní kaple |
|            | Kaple Nejsvětější Trojice      | Planá              | neslouží se pravidelně     | neslouží se pravidelně | obecní kaple |
|            | Kaple sv. Václava              | Vrábče             | neděle (poslední v měsíci) | 11.00                  | obecní kaple |
|            | Kaple sv. Jana Nepomuckého     | Záhorčice          | neslouží se pravidelně     | neslouží se pravidelně | obecní kaple |
|            | Kaple Panny Marie Bolestné     | Závraty            | neslouží se pravidelně     | neslouží se pravidelně | obecní kaple |